# Yibir

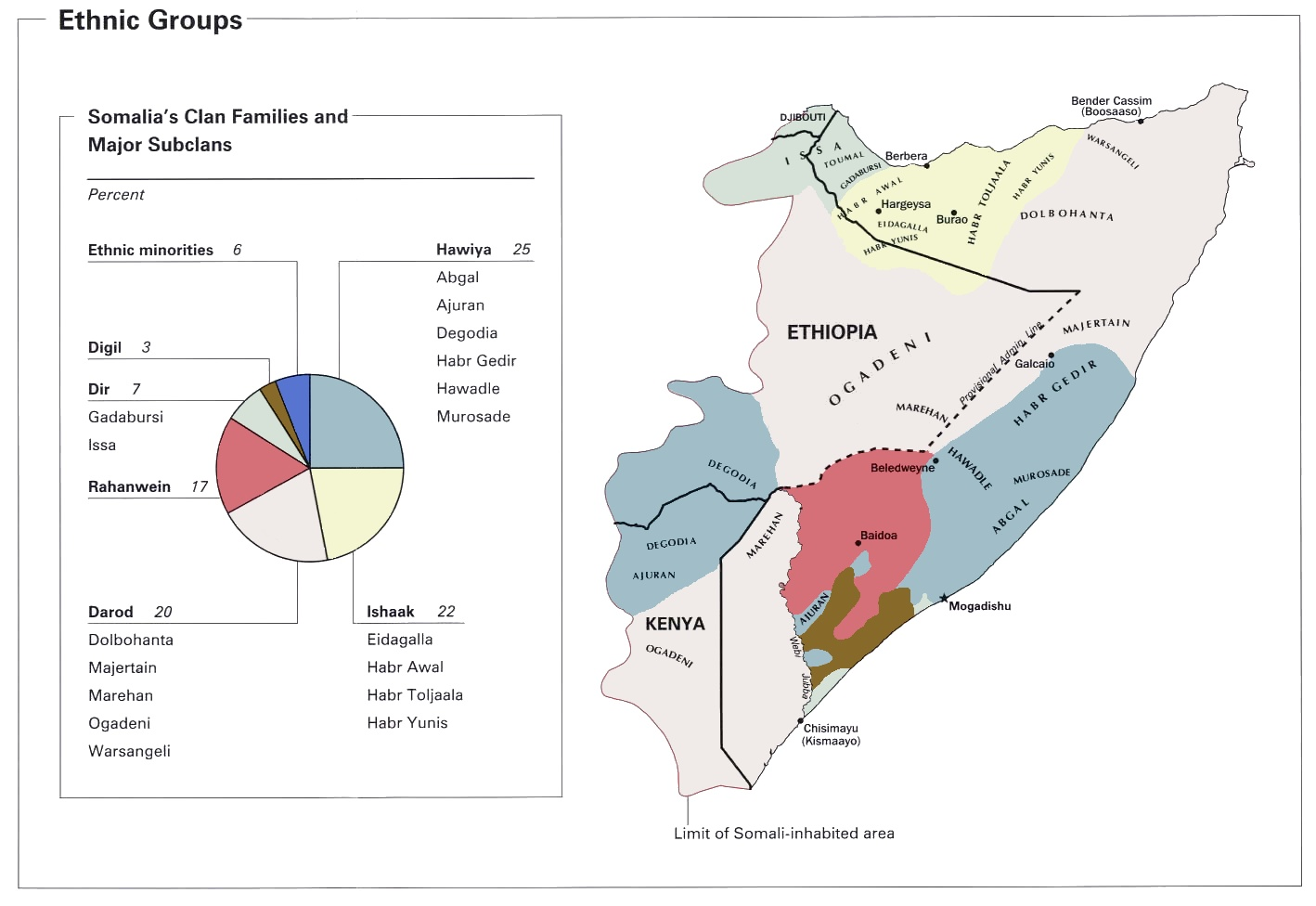
Ethnische Gruppen in Somalia

Die Yibir sind eine schätzungsweise etwa 25.000 Personen umfassende Minderheitengruppe innerhalb der Gesellschaft der Somali am Horn von Afrika.
Sie leben vorwiegend im nördlichen Teil des Somali-Gebietes (Somaliland), aber auch in weiter südlich gelegenen Teilen gibt es Yibir. Wie die Midgan/Madhibaan und Tumaal haben sie im Clansystem der Somali einen gesonderten und diskriminierten Status und sind traditionell auf Berufe mit niedrigem Status wie Schmied oder Schuhmacher beschränkt. Sie leben auch von einem verbreiteten Volksglauben, wonach es Glück bringt, nach der Geburt eines Kindes einen Yibir im Austausch gegen ein Amulett zu beschenken.
Die als Weber tätigen Yahar in Südsomalia werden in manchen Quellen als Untergruppe der Yibir genannt.
Die Ursprünge der Yibir sind unbekannt. Unter den Somali ist die Ansicht verbreitet, dass es sich um (Nachkommen von) Juden handle, was zur Diskriminierung dieser Gruppe beiträgt; Yibir bedeutet „Hebräer“. Zumindest seit Jahrhunderten sind die Yibir Muslime. Eigenen Überlieferungen zufolge kamen sie vor etwa einem Jahrtausend als arabischsprachige Lehrer in das Somali-Gebiet. Zu den äthiopischen Juden bestehen keine Beziehungen.
Im Übergangsparlament Somalias ist einer der 275 Sitze für die Yibir reserviert.